# Rose Marie Muraro
Pour les articles homonymes, voir Muraro.
Rose Marie Muraro, née à Rio de Janeiro le 11 novembre 1930, morte dans la même ville le  21 juin 2014, est une écrivaine et éditrice brésilienne, pionnière du mouvement féministe au Brésil et de la lutte pour les droits des femmes dans les années 1960 et 1970. Elle s'est également engagée  dans la lutte pour la théologie de la libération, auprès du théologien et écrivain Leonardo Boff, avec lequel elle a travaillé pendant 17 ans, codirigeant la maison d'édition Vozes.

## Biographie

En 1970.

Elle est née en 1930 à Rio de Janeiro dans l'une des familles les plus riches du Brésil à l'époque. À l'âge de 15 ans, après la mort soudaine de son père, Rose Marie Muraro rejette les luttes au sein de son milieu familial pour l'héritage et choisit d'aller travailler dans l'équipe du père Hélder Câmara, responsable de l'organisation des mouvements sociaux chrétiens et futur évêque. Bien qu'elle soit née pratiquement aveugle, elle étudie aussi la physique et l'économie.
En 1960, elle devient directrice de l'União Católica de Imprensa (Union de la presse catholique) à la CNBB (Conferência Nacional dos Bispos do Brasil ou Conférence nationale des évêques du Brésil). Un an plus tard, en 1961, avec le théologien Leonardo Boff, elle prend la direction de la maison d'édition catholique Vozes, appartenant aux jésuites de l'université catholique de Petrópolis (éditrice prenant en charge le domaine scientifique et Leonardo Boff le domaine religieux). 
Malgré le coup d'État militaire au Brésil en 1964 et la persécution des militants du mouvement social, elle n'hésite pas à publier les « auteurs maudits » de l'époque tels que Darcy Ribeiro, Fernando Henrique Cardoso ou Paulo Freire. En 1966, elle publie son premier livre, Mulher na construção do mundo futuro (La femme dans la construction du monde futur), un best-seller qui s'est vendu à 10 000 exemplaires en trois mois. Elle accroît aussi le catalogue Vozes d'ouvrages de penseurs comme Michel Foucault. Par ses livres et ceux écrits par le théologien Leonardo Boff, elle encourage l'émergence d'un mouvement féministe et du mouvement de la théologie de la libération. Elle publie aussi The Feminine Mystique, ou [La Femme mystifiée] de Betty Friedan en 1971. En 1975, ses œuvres sont interdites au Brésil par la dictature militaire, qui les accuse d'être pornographiques. En 1986, sur ordre du Vatican, elle perd ses fonctions au sein de Vozes, la raison mise en avant étant la parution de son ouvrage Sexualidade, libertação e fé. Por uma erótica cristã. Léonardo Boff perd également ses fonctions dans cette maison d'édition, pour son soutien à la théologie de la libération.
En 1990, elle crée la maison d'édition Rosa dos Tempos [Rose des temps], maison d'édition consacrée aux questions de genre et à la publication de la pensée féministe à la suite de l'émergence de ce mouvement. Le projet a duré jusqu'à fin 2000.
À partir de sa création en 1985, elle est membre du Conselho Nacional dos Direitos da Mulher (Conseil national des droits de la femme). Elle reste au sein de ce Conseil jusqu'en 2012, date à laquelle elle doit le quitter en raison de sa maladie. En 1999, elle publie une autobiographie, Memórias de uma mulher impossível.
Elle meurt à l'âge de 83 ans, le 21 juin 2014, d'un cancer.

## Principales publications
- Mulher na construção do mundo futuro (Vozes, 1966/1974)
- Automação e futuro do homem (Vozes, 1968/1974)
- As mais belas orações de nosso tempo (José Olímpio, 1968)
- As mais belas orações de todos os tempos (José Olímpio, 1973)
- Libertação sexual da mulher (Vozes, 1975)
- Sexualidade da mulher brasileira, corpo e classe social (Vozes, 1983/1995)
- Sexualidade, libertação e fé. Por uma erótica cristã (Vozes, 1985)
- Identidade feminina (Vozes, 1987)
- Vale a pena viver (Trevo, 1988)
- Amor jovem (Trevo, 1988)
- Livro do ser e do prazer (Trevo, 1988)
- Coleção para Iluminar seu Caminho, 6 vol. (Rosa dos Tempos, 1990)
- Os seis meses em que fui homem (Rosa dos Tempos, 1990)
- A mulher do terceiro milênio (Rosa dos Tempos, 1992)
- Homem, Mulher, início de uma nova era (Artes e Contos, 1994)
- Poemas para encontrar Deus (Rosa dos Tempos, 1994/1996)
- Momentos de amor com Deus (Rosa dos Tempos, 1994/1996)
- Alquimia da juventude (Ediouro, 1996)
- As mais belas palavras de amor (Ediouro, 1996)
- O silêncio de Deus (Ediouro, 1996)
- Memórias de uma mulher impossível (Rosa dos Tempos, 2000, autobiografía)
- Textos da fogueira (Letrativa, 2000)
- Mulher, gênero e sociedade (Relume Dumará, 2001)
- Feminino Masculino, uma nova consciência para o encontro, para as diferenças (Sextante, 2002)
- O Espírito de Deus pairou sobre as águas (Pensamento, 2002)
- Um mundo novo em gestação (Verus, 2003)
- A paixão pelo impossível (Girafa, 2003)
- Por que nada satisfaz as mulheres e os homens não as entendem (Girafa, 2003)
- Amor de A a Z (Sextante, 2005)
- O que as mulheres não dizem aos homens (Record, 2006)
- A espécie humana. De onde viemos? Para onde vamos? (Moderna, 2006)
- Mais lucro: valores humanos na construção da empresa (José Olímpio, 2006)
- Diálogo para o futuro (Cultrix, 2006)
- Coleção Um Mundo Novo em Gestação, 6 vol. (Zit, 2006)